# Tarenna quocensis
Tarenna quocensis är en måreväxtart som beskrevs av Charles-Joseph Marie Pitard. Tarenna quocensis ingår i släktet Tarenna och familjen måreväxter.

## Underarter
Arten delas in i följande underarter:
- T. q. laotica
- T. q. quocensis